# Liste des cathédrales de Moldavie

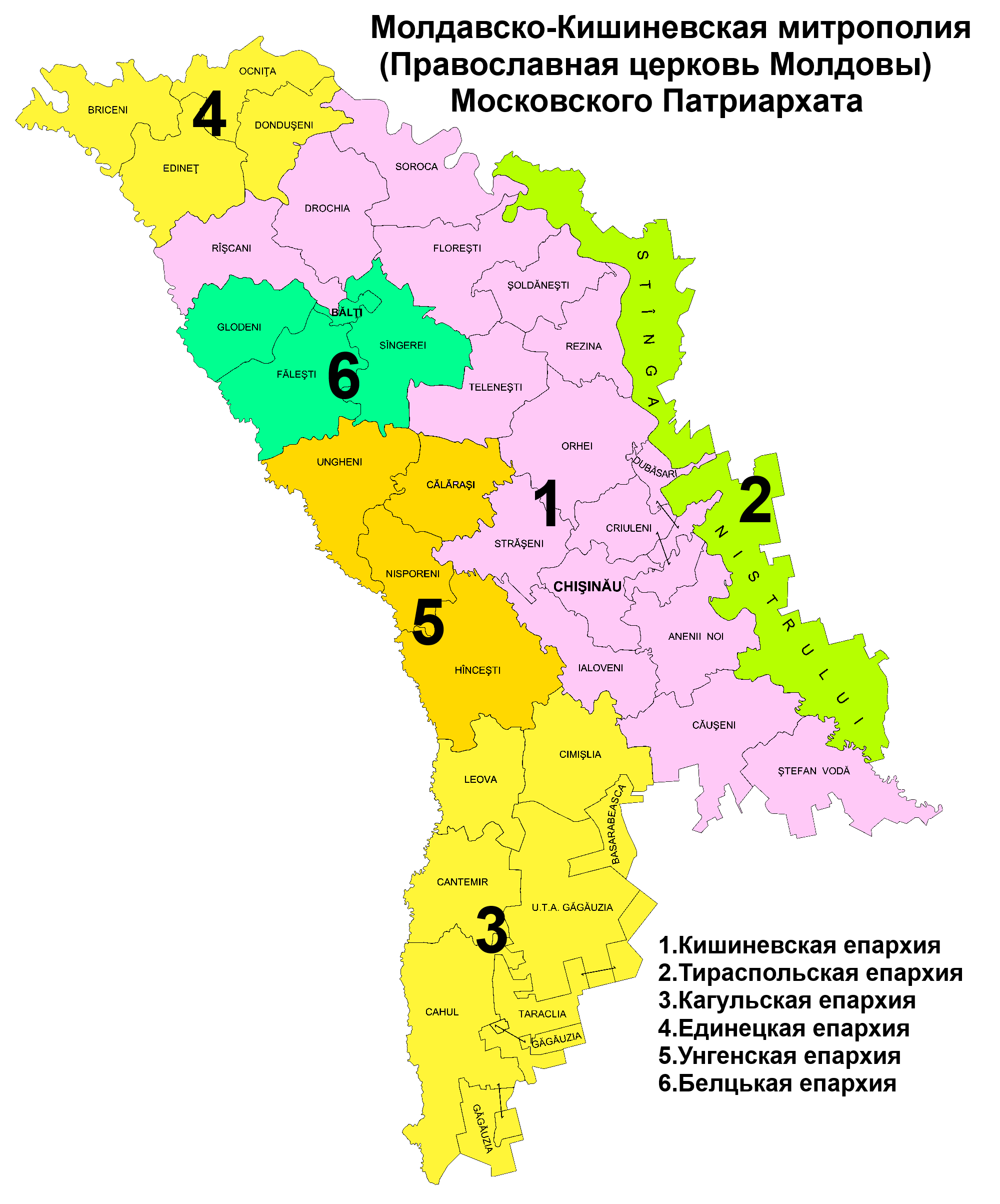
Carte des éparchie de Moldavie

Cet article recense les cathédrales de Moldavie ainsi que de la Transnistrie.

## Orthodoxie
Métropole de Chișinău et de toute la Moldavie 
- Éparchie de Chișinău : Cathédrale de la Nativité de Chișinău
- Éparchie de Tiraspol et Dubăsari : Cathédrale de la Nativité de Tiraspol
- Éparchie d'Edineț et Briceni : Cathédrale Saint-Nicolas d'Edineț
- Éparchie de Cahul et Comrat : Cathédrale de l'Archange-Saint-Michel de Cahul
- Éparchie de Bălți et Fălești : Cathédrale Saint-Constantin-et-Sainte-Hélène de Balti.
- Éparchie d'Ungheni et Nisporeni : Cathédrale Saint-Alexandre-Nevsky d'Ungheni

Métropole orthodoxe de Bessarabie
- Cathédrale Sainte-Théodora-de-Sihla de Chișinău (en)

## Catholicisme
- Diocèse de Chișinău : Cathédrale de la Divine-Providence de Chişinău